# Parafia św. Jadwigi w Trzeboszowicach
Parafia Świętej Jadwigi w Trzeboszowicach – parafia rzymskokatolicka, znajdująca się w diecezji opolskiej, w dekanacie Paczków.